# Musée Grévin
Musée Grévin – muzeum figur woskowych w Paryżu, założone w 1882 roku, najstarsza czynna komercyjna instytucja rozrywkowa tego miasta.

## Historia

Plakat pierwszego pokazu Theatre Optique w muzeum, 1892

Założycielem muzeum był dziennikarz i wydawca prasowy Arthur Meyer. W zamyśle Meyera gabinet figur woskowych miał stanowić ilustrację do aktualnych wydarzeń opisywanych w prasie. Wydawca nawiązał współpracę z karykaturzystą, rysownikiem i rzeźbiarzem  Alfredem Grévinem, którego znaczenie i rola były jednak niewielkie. Muzeum zostało otwarte 5 czerwca 1882 roku na miejscu wcześniejszej kawiarni. W 1884 roku muzeum przyłączono do sieci elektrycznej jako czwarty budynek w Paryżu. Placówka cieszyła się popularnością – w pierwszym roku działalności muzeum odwiedziło blisko pół miliona osób, dlatego w 1887 roku podniesiono cenę za bilety w niedzielę, aby ograniczyć liczbę zwiedzających. Muzeum było zarządzane przez Gabriela Thomasa (założyciel Théâtre des Champs Élysées) i potomków w jego rodzinie. Spółka Musée Grévin SA z siedzibą w Paryżu, która zarządza muzeum została założona 13 maja 1955 roku i jest notowana na giełdzie Euronext Paris. Placówka z czasem wyrosła na jedynego konkurenta londyńskiego Muzeum Figur Woskowych Madame Tussaud. Na fali popularności paryskiej placówki otwarto siedem franczyzowych muzeów. W maju 1999 roku muzeum zostało zakupione przez grupę Astérix, która podjęła się jego odświeżenia. Grupa przeznaczyła 54 miliony franków (8 milionów euro) na lifting obiektu i otworzyła go ponownie po pięciu miesiącach przerwy w działalności w 2001 roku. Na wystawie pojawiły się wówczas tematy z XX wieku, jak np. nazizm, Mistrzostwa Świata w Piłce Nożnej 1998, zdobycie Annapurny. Pozostawiono jednak również starsze figury. 
Muzeum w 2022 roku usunęło z ekspozycji figurę przedstawiającą Władimira Putina wykonaną w 2000 roku w proteście przeciwko inwazji Rosji na Ukrainę oraz po jej uszkodzeniu przez zwiedzających (figura została także uszkodzona w 2014 roku przez zwiedzającego po aneksji Krymu przez Rosję); była to pierwsza sytuacja w historii tego muzeum, w wyniku której usunięto figurę z uwagi na trwające wydarzenia.

## Ekspozycja
Pod koniec XIX wieku muzeum organizowało pokazy krótkometrażowych filmów animowanych w systemie Théâtre Optique. Na początku XX wieku w muzeum działały równocześnie kino i teatr. Dawniej w muzeum znajdowały się także pełnowymiarowe dioramy, które przedstawiały aktualne wydarzenia, np. areszt rosyjskich nihilistów, bądź wydarzenia historyczne, np. śmierć Jean-Paula Marata, w przypadku której wykorzystano wannę, w której został on zamordowany, a także m.in. scenę z powieści Germinal Émile’a Zoli. W 2022 placówka prezentowała zwiedzającym figury m.in. polityków, np. prezydenta USA Joe Bidena czy przewodniczącego ChRL Xi Jinpinga, artystów, np. Marilyn Monroe, Elvisa Presleya, a także postaci fikcyjne np. Larę Croft.

## Galeria

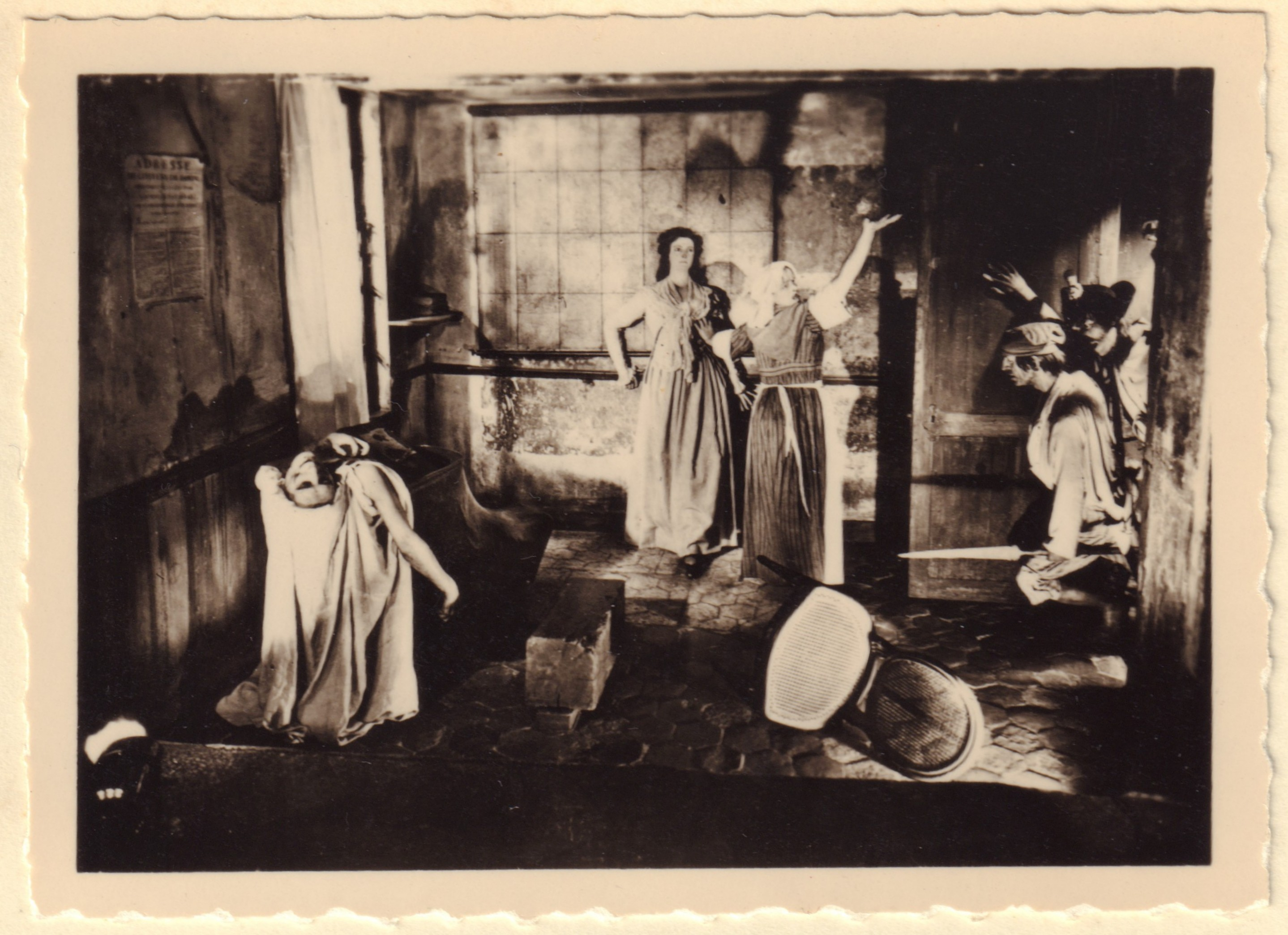
Scena Śmierć Marata (1959)
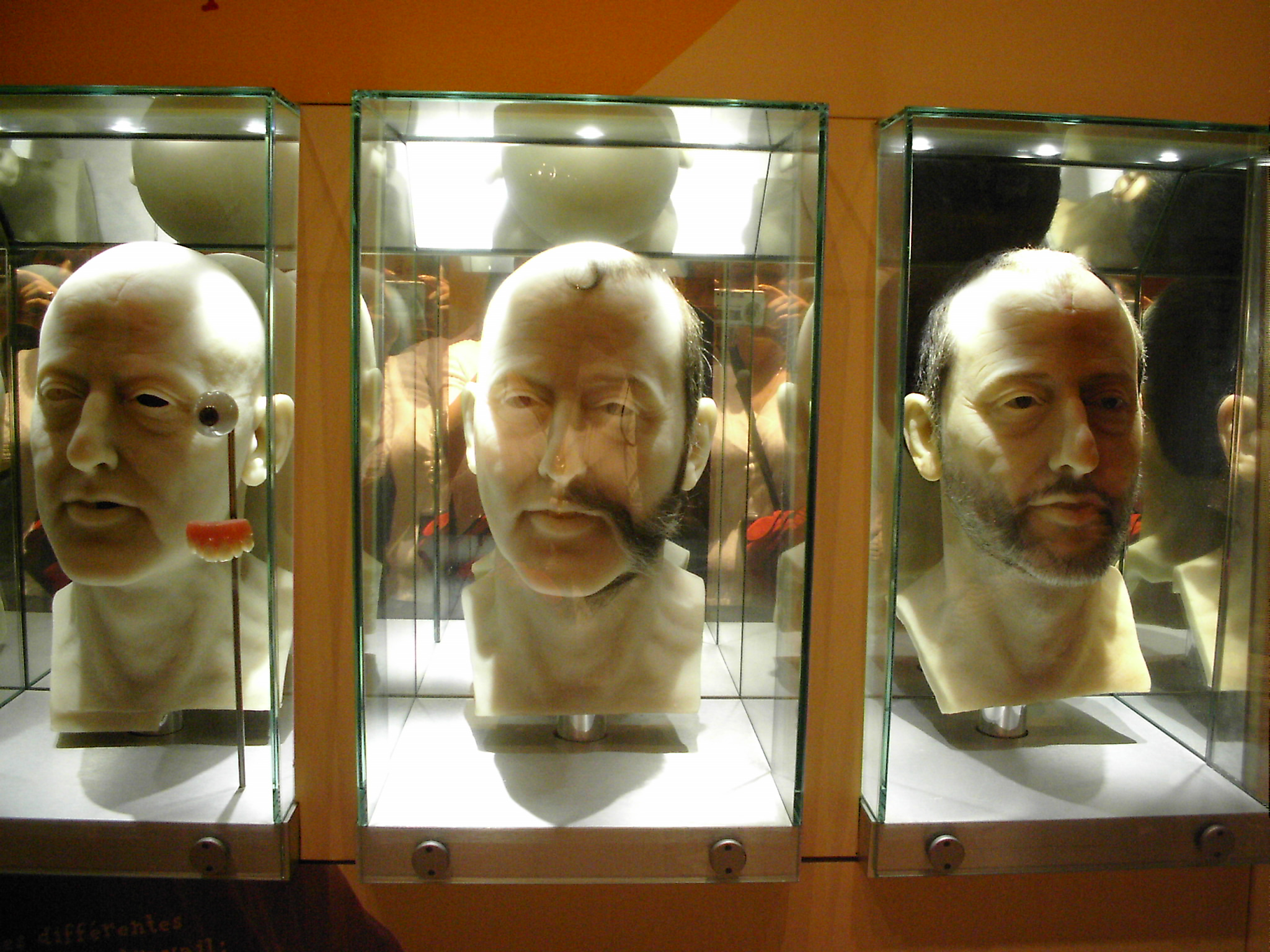
Fragment ekspozycji: etapy powstawania głowy figury (2006)
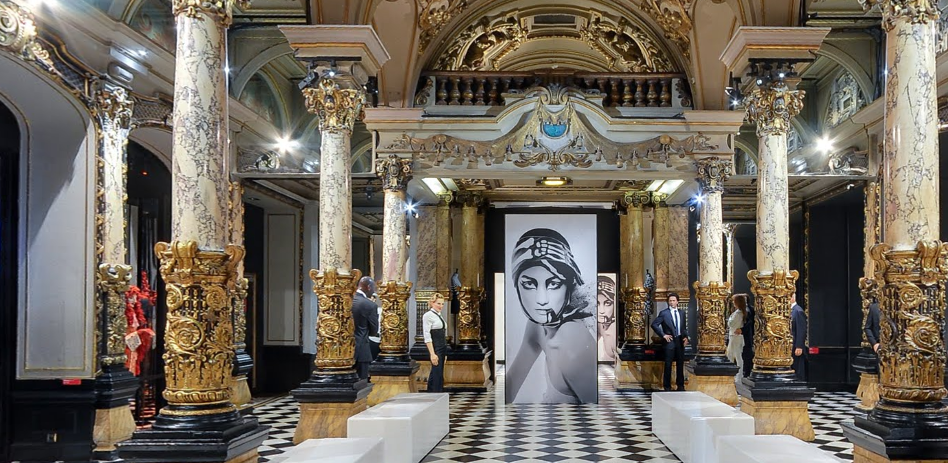
Sala kolumnowa (2017)
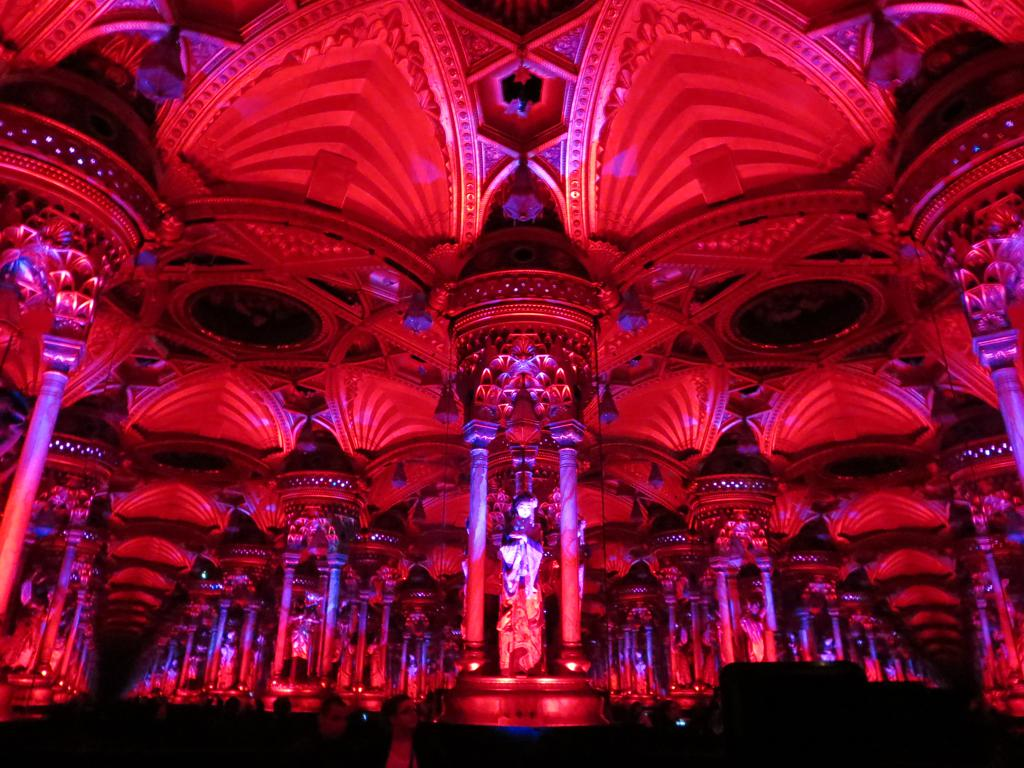
Iluminowane wnętrze (2013)
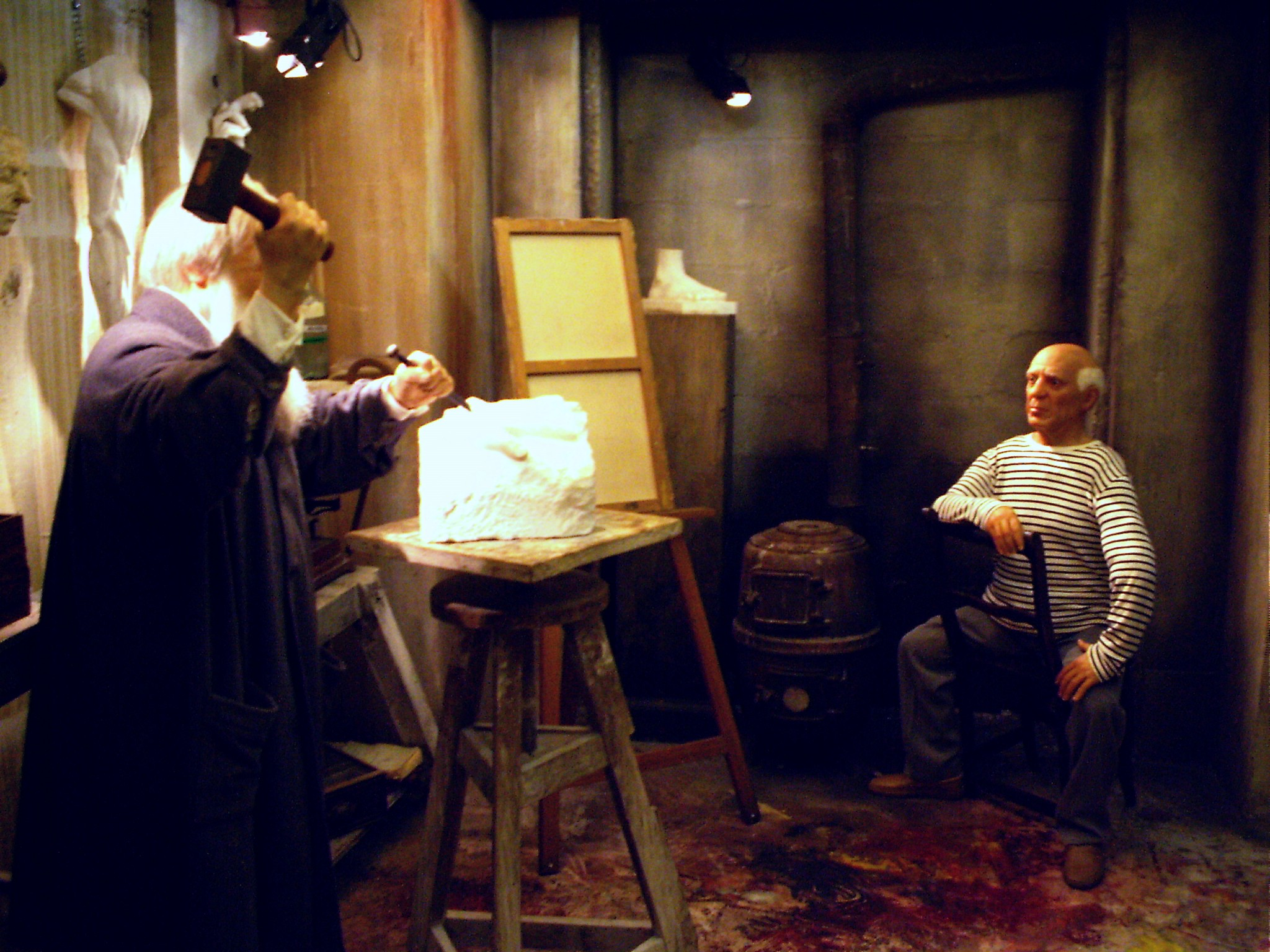
Figury Auguste’a Rodina i Pabla Picassa (2006)
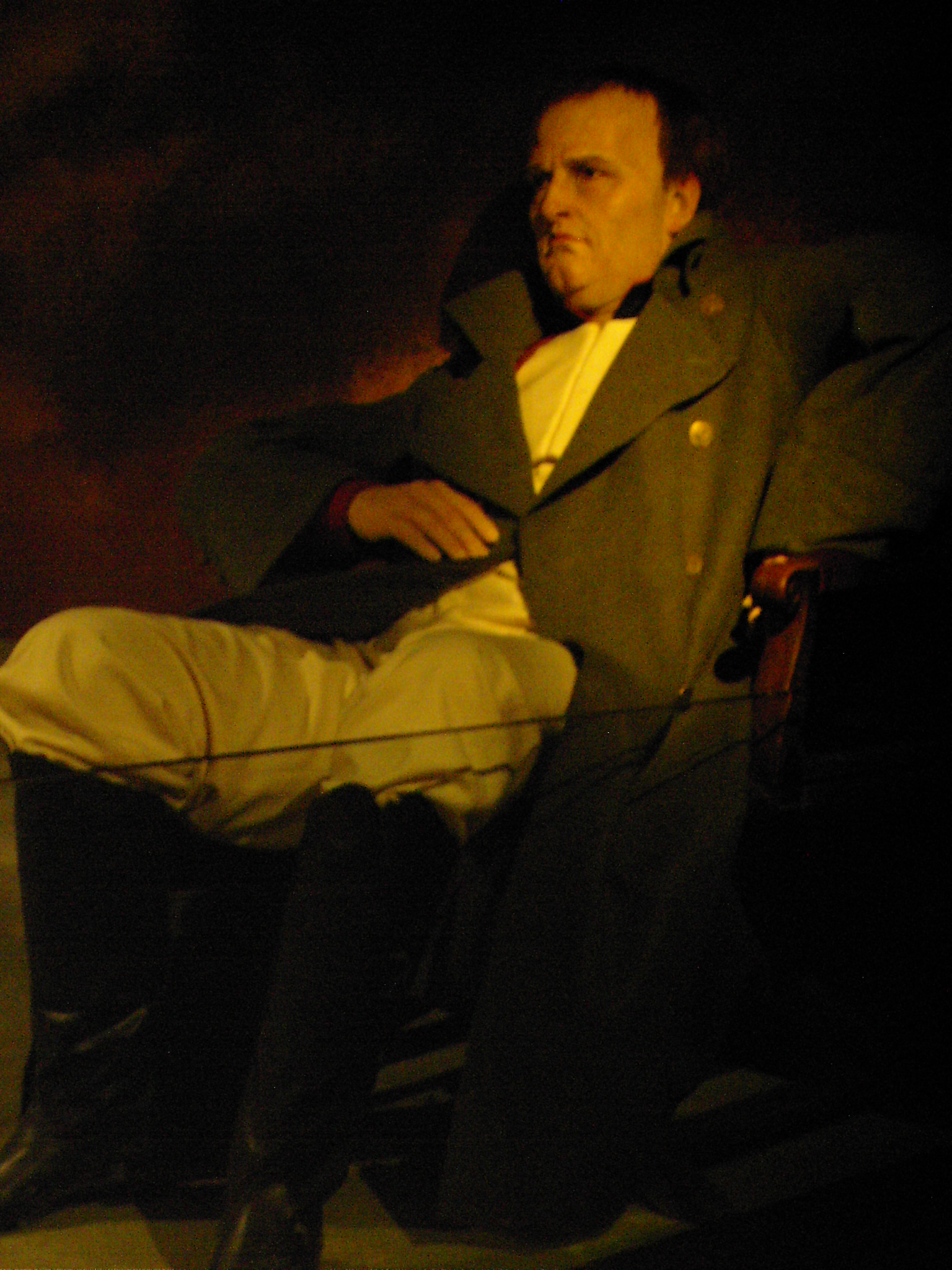
Figura Napoleona Bonaparte (2006)